# 342 aC
El 342 aC va ser un any del calendari romà pre-julià. En temps de la República i de l'Imperi Romà, era conegut com a any del consolat d'Ahala i Rútil (o, més rarament, any 412 ab urbe condita o de la Fundació de Roma). L'ús del nom «342 aC» per referir-se a aquest any es remunta a l'alta edat mitjana, quan el sistema Anno Domini va ser el mètode de numeració dels anys més comú a Europa.

## Esdeveniments

### Antic Egipte
- L'antic Egipte es converteix en una satrapia de l'imperi Aquemènida.[2]

### Antiga Grècia
- Alexandre I, fill de Neoptòlem I, puja al tron de l'Epir, després de destronar al seu oncle Arimbes.[3]
- Antifont d'Atenes, un atenenc contemporani de Demòstenes que per alguna raó havia estat exclòs de la llista de ciutadans d'Atenes, es posa al servei de Filip II de Macedònia, i li proposa d'incendiar l'arsenal del Pireu. Quan arriba clandestinament a Atenes per a fer la feina promesa és detingut i jutjat. És declarat culpable i executat.[4]
- Negociacions de Filip II amb Atenes sobre diversos punts conflictius: l'illa d'Halonnesos, ocupada per Filip II quan era en mans de pirates. La restitució de les propietats a alguns atenencs expropiats a Potidea. La possessió d'Amfípolis. Les ciutats tràcies ocupades per Filip. el suport de Filip a la ciutat de Càrdia per una disputa de límits amb Atenes. Cap dels afers es pot solucionar.[5]
- Filip II entra a Tràcia, al país dels prínceps Teres i Cersobleptes, els derrota i estableix colònies al seu territori.[6]
- Diòpites, comandant atenenc al Quersonès, s'enfronta als macedonis; queixa del rei macedoni a Atenes. Aquesta busca l'aliança de Pèrsia.[7]

### Sicília
- Leptines, tirà d'Apol·lònia i d'Engíion, és expulsat per Timoleont, que va fer el mateix amb altres tirans de l'illa. Timoleont li preserva la vida i l'envia exiliat a Corint.[8]

### Antiga Roma
- Quint Servili Ahala i Gai Marci Rútil són elegits cònsols.[9]
- Marci Rútil, aquest any, el segon de la Primera Guerra Samnita, està estacionat a la Campània, on descobreix una conspiració entre les tropes romanes, que sufoca abans que esclati, amb sàvies i prudents mesures.[10]
- Quint Servili Ahala es queda a Roma mentre el seu company dirigeix la guerra.[11]
- Marc Valeri Corvus és nomenat dictador per l'amotinament de l'exèrcit estacionat a Càpua i les ciutats de Campània. Els amotinats marxen cap a Roma i acampen a uns 15 km de la ciutat. Corvus els va a trobar i prefereix dialogar a guerrejar contra ells. Per la seva influència se'ls concedeix una amnistia. Es dicten diverses lleis que en part atenen les demandes dels soldats.[12]
- Batalla del Mont Gaurus.[13] Aquesta és la batalla més important de la Primera Guerra Samnita (343 aC-341 aC), i suposa un èxit per als romans, comandats per Marc Valeri Corvus. La victòria és reconeguda per Cartago, un aliat de Roma en aquell moment, que felicita els romans i els envia una corona d'or per al Temple de Júpiter Capitolí.[14]